# Questo annuello
Questo annuello är en spindelart som beskrevs av Norman I. Platnick 2002. Questo annuello ingår i släktet Questo och familjen Gallieniellidae.
Artens utbredningsområde är Victoria, Australien. Inga underarter finns listade i Catalogue of Life.